# Reda Kateb
Pour les articles homonymes, voir Kateb.
Reda Kateb (en arabe : رضا كاتب), né le 15 janvier 1977 à Paris, est un acteur et réalisateur franco-algérien. Il a obtenu plusieurs récompenses, dont le César du meilleur acteur dans un second rôle avec le film Hippocrate en 2015.

## Biographie

### Jeunesse et famille
Reda Kateb naît le 15 janvier 1977 à Paris. Il est le fils de Malek-Eddine Kateb, homme de théâtre et acteur algérien émigré en France, et de Françoise Reznicek, infirmière française d'origine tchèque et italienne,. Il est également le petit-neveu de l'écrivain Kateb Yacine, poète rebelle, fondateur de la littérature algérienne moderne avec Nedjma, en 1956, et de Mustapha Kateb.

### Formation, débuts et influences
Reda Kateb commence sa carrière d'acteur au théâtre dès l'âge de huit ans en s'exerçant tout autant sur des grands classiques que sur des pièces contemporaines. Son intérêt pour le métier d'acteur est lié à ses influences familiales et particulièrement  son père, comédien et cofondateur du Théâtre national algérien, qui lui a « appris l’amour du jeu ». En effet, dès l'âge de quinze ans, il joue au théâtre une adaptation de Moha le fou, Moha le sage, écrit par Tahar Ben Jelloun, mis en scène par son père. Au lycée Romain-Rolland à Ivry-sur-Seine – ville où il a grandi –, il participe à la classe de théâtre où il rencontre Kery James.
Après avoir passé un bac théâtre à Ivry-sur-Seine, il apprend son métier en développant sa faculté d'observation à travers les petits boulots qu'il multiplie à l'époque (ouvreur dans un cinéma, caissier, projectionniste, clown dans des anniversaires ou au Salon du camping-car…). Il déclare par la suite « ces petits boulots, ça a été mon Conservatoire. »
Il se dit particulièrement influencé dans son jeu par Jean Gabin et par le cinéma d'avant et d'après-guerre : « J’ai une grande fascination pour Jean Gabin dans sa jeunesse. Je pourrais voir et revoir La Bête humaine, La Grande Illusion, Des gens sans importance, Le jour se lève » et les films de Jean-Pierre Melville.

### Carrière

#### Théâtre et cinéma
En 2003, il met en scène Le Cadavre encerclé, une œuvre de son grand-oncle Kateb Yacine.
À la télévision, il obtient son premier rôle de chef de gang dans la deuxième saison de la série Engrenages en 2008. L'année suivante, il débute au cinéma dans Un prophète de Jacques Audiard. Il enchaîne avec le film Qu'un seul tienne et les autres suivront de Léa Fehner, dans lequel son travail est salué par la critique.
En 2012, dans le film américain Zero Dark Thirty de Kathryn Bigelow, il interprète un terroriste auquel la CIA arrache des informations sur Al-Qaïda.
Au sujet de ses choix cinématographiques, il déclare : « J’essaye d’être libre. Avec mon physique, j’ai la chance de pouvoir passer pour un gitan, un Vincent, un Mohamed. Le cinéma joue avec les clichés. Il ne doit pas se nourrir que de ça. » Son physique et ses origines lui valent cependant d’être classé dans la catégorie « acteur communautaire » — ce dont il se dit fatigué — et de jouer de nombreux personnages de délinquant ou de marginal. Ses rôles de gangster rappeur dans Engrenages, de prisonnier gitan dans Un prophète, de terroriste dans Zero Dark Thirty ou de caïd dans Mafiosa lui collent une étiquette de « dur ». Il s'éloigne une première fois de ce registre en interprétant un rôle d'homosexuel arabe dans le film Les Garçons et Guillaume, à table ! (2013) de Guillaume Gallienne.
Suivant cette ligne, Reda Kateb interprète un interne en médecine dans le film Hippocrate de Thomas Lilti. Il joue également Qui vive, de Marianne Tardieu, présenté dans le cadre de l'ACID lors du festival de Cannes 2014.
Évoquant ses rôles dans des films américains comme Zero Dark Thirty ou Lost River, L'Express salue en septembre 2014 « une filmographie qui en rendrait jaloux plus d'un. »
En 2015, il incarne Julien dans L'Astragale, de Brigitte Sy adaptation du livre d'Albertine Sarrazin, au côté de Leïla Bekhti.

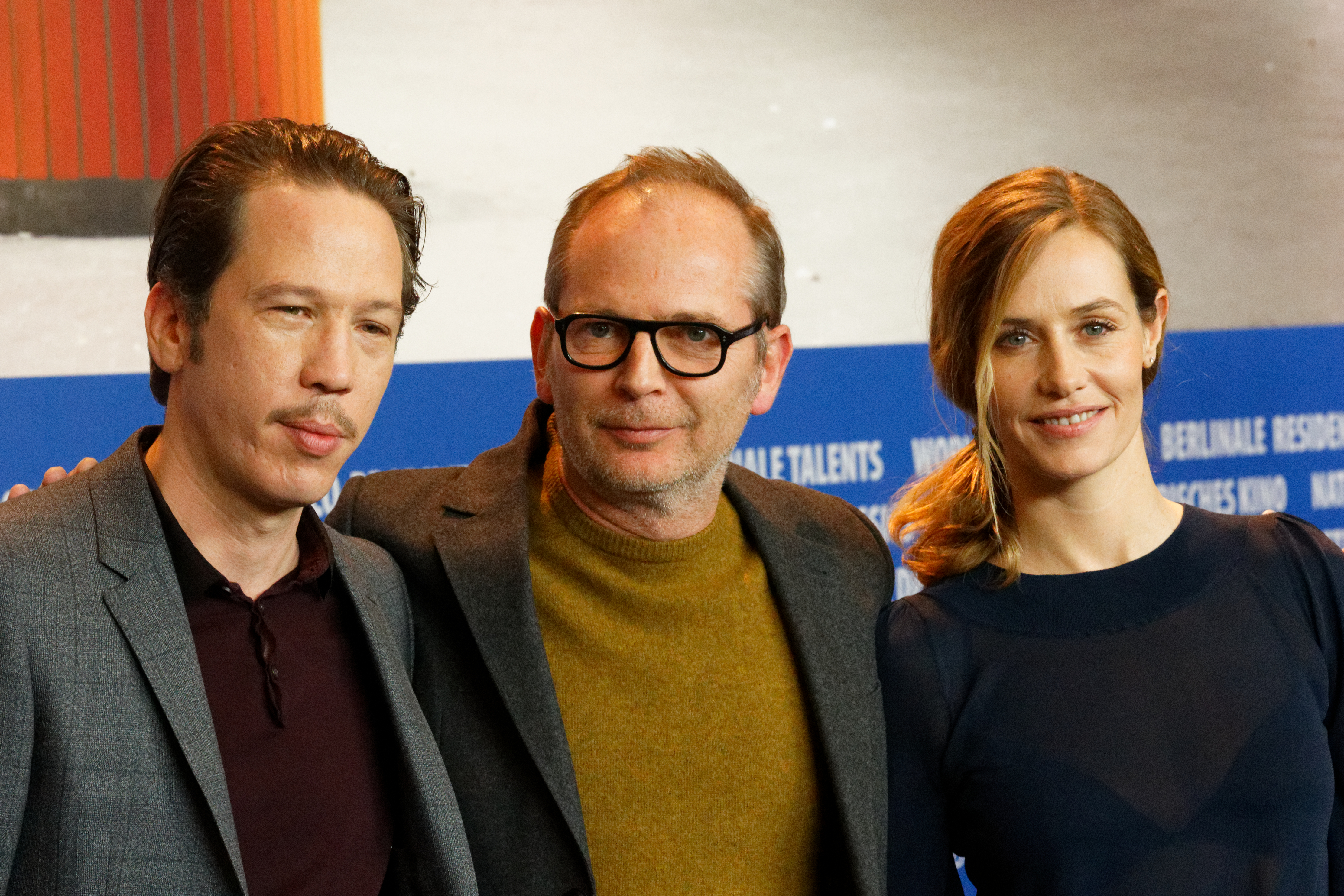
Lors de la Berlinale 2017 pour Django avec Étienne Comar et Cécile de France.

En 2016, il interprète le rôle principal du film Les Beaux Jours d'Aranjuez, de Wim Wenders, sélectionné à la Mostra de Venise 2016.
En 2017, il incarne Django Reinhardt dans le film Django d'Étienne Comar, qui ouvre la Berlinale 2017. Pour les besoins de son rôle, il apprend la guitare pendant plus d'un an avec Guillaume Aknine comme professeur et rencontre la communauté tsigane à Forbach.
Il retravaille avec Wim Wenders pour son film Submergence (2018) dans lequel il joue l'un des shebabs somalis retenant un otage interprété par James McAvoy.

#### Jurys de festival
- Lors du Festival de Cannes 2017, il est membre du jury Un certain regard[17], sous la présidence d'Uma Thurman.
- En 2021, il participe au jury de Nicole Garcia lors du 14e Festival du film francophone d'Angoulême.

### Décoration
- Chevalier de l'ordre des Arts et des Lettres

## Filmographie

### Cinéma

#### Longs métrages
- 2009 : Un prophète de Jacques Audiard : Jordi
- 2009 : Qu'un seul tienne et les autres suivront de Léa Fehner : Stéphane
- 2010 : Pieds nus sur les limaces de Fabienne Berthaud : Seb
- 2012 : À moi seule de Frédéric Videau : Vincent
- 2012 : Trois mondes de Catherine Corsini : Franck
- 2012 : Zero Dark Thirty de Kathryn Bigelow : Ammar
- 2013 : Une histoire d'amour d'Hélène Fillières : le voisin dans l'avion
- 2013 : Chroniques d'une cour de récré de Brahim Fritah : le vendeur de lunettes 3D
- 2013 : Le monde nous appartient de Stephan Streker : Zoltan
- 2013 : Les Petits Princes de Vianney Lebasque : Reza
- 2013 : Le jour attendra d'Edgar Marie : Wilfried
- 2013 : Gare du Nord de Claire Simon : Ismaël
- 2013 : Les Garçons et Guillaume, à table ! de Guillaume Gallienne : Karim
- 2014 : Hippocrate de Thomas Lilti : Abdel
- 2014 : Fishing Without Nets de Cutter Hodierne : Victor
- 2014 : Qui vive de Marianne Tardieu : Chérif
- 2015 : Loin des hommes de David Oelhoffen : Mohamed
- 2015 : La Résistance de l'air de Fred Grivois : Vincent
- 2015 : Lost River de Ryan Gosling : le chauffeur de taxi
- 2015 : L'Astragale de Brigitte Sy : Julien
- 2015 : Arrêtez-moi là de Gilles Bannier : Samson Cazalet
- 2015 : Les Chevaliers blancs de Joachim Lafosse : Xavier
- 2016 : Les Beaux Jours d'Aranjuez de Wim Wenders : l'homme
- 2016 : Les Derniers Parisiens de Hamé et Ekoué : Nasser
- 2017 : Django d'Étienne Comar : Django Reinhardt
- 2017 : Submergence de Wim Wenders : Saïf
- 2018 : Frères ennemis de David Oelhoffen : Driss
- 2018 : L'Amour flou de Romane Bohringer et Philippe Rebbot : Reda
- 2019 : Le Chant du loup d'Antonin Baudry : Grandchamp
- 2019 : Hors normes d'Olivier Nakache et Éric Toledano : Malik
- 2019 : La Grande Noirceur de Maxime Giroux : Hector
- 2021 : Les Promesses de Thomas Kruithof : Yazid
- 2022 : Nos frangins de Rachid Bouchareb : Mohamed
- 2023 : Omar la fraise d'Elias Belkeddar : Omar
- 2025 : L'Ultime Braquage (The Quiet Ones) de Frederik Louis Hviid : Slimani
- 2025 : Le Grand Déplacement de Jean-Pascal Zadi

#### Courts métrages
- 2003 : Nif de Laurent Bouhnik :
- 2010 : Sur la tête de Bertha Boxcar de Soufiane Adel et Angela Terrail : Johnny Johnson
- 2012 : Ce chemin devant moi de Hamé Bourokba : le fils aîné
- 2014 : Les Fantômes de l'usine de Brahim Fritah : voix du narrateur
- 2014 : La Fin du début d'Eliza Levy : Atreyu
- 2015 : Pitchoune de lui-même : Karim
- 2016 : Sarah Winchester, opéra fantôme de Bertrand Bonello : le metteur en scène

### Télévision
- 2008 : Engrenages  (série télévisée, saison 2) : Mister Aziz
- 2010 : Mafiosa  (série télévisée, saison 3) d'Hugues Pagan : Nader
- 2011 : Un, deux, trois, voleurs (téléfilm) de Gilles Mimouni : le capitaine Martin
- 2011 : De l'encre (téléfilm) d'Hamé et Ekoué : Romuald
- 2012 : L'Île au trésor (Treasure Island) (téléfilm) de Steve Barron : David Dujon
- 2015 : Objectivement de Guillaume Le Gorrec et Hadrien Cousin (série télévisée en stop motion) : la bière Brobenbuurg
- 2020 : Possessions (mini série) de Thomas Vincent : Karim
- 2021 : En thérapie (série télévisée) : Adel Chibane
- 2021 : L'Amour flou (série télévisée) de Romane Bohringer : Reda

### Voix off
- 2019 : Décolonisation (série documentaire) de Karim Miské et Marc Ball : narrateur[18]

### Réalisateur
- 2015 : Pitchoune[19] (court métrage) en sélection à la Quinzaine des réalisateurs lors de Cannes 2015
- 2024 : Sur un fil (long métrage)[20]

## Théâtre
- 1991 : Moha le fou, Moha le sage d'après Tahar Ben Jelloun, mise en scène Malek Eddine Kateb, Théâtre Populaire de Lorraine
- 2005 : Merlin ou la Terre dévastée de Tankred Dorst, mise en scène Jorge Lavelli, MC93 Bobigny, Les Nuits de Fourvière (Lyon)
- 2007-2012 : Les Chiens nous dresseront. Cocherel 1364. La naissance d'une nation de et mise en scène Godefroy Ségal, Théâtre de la Tempête
- 2008 : Par les villages de Peter Handke, mise en scène Olivier Werner, Comédie de Valence (Valence)
- 2018-2019 : Un autre jour viendra d'après Mahmoud Darwich, mise en scène David Ayala, tournée
- 2024-2025 : Par les villages de Peter Handke, mise en scène Sébastien Kheroufi, Centre Pompidou et Théâtre des Quartiers d'Ivry[21],[22]

Reda Kateb joue le rôle de Gregor.

## Distinctions

### Récompenses

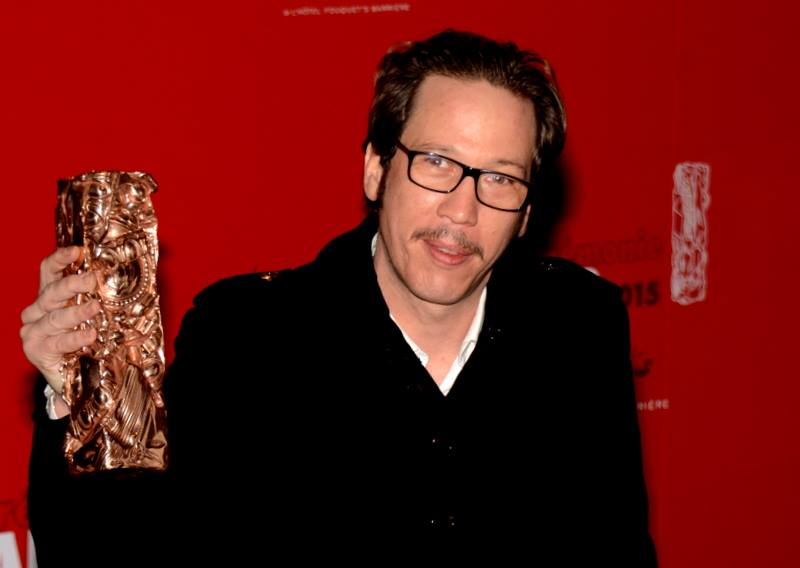
Reda Kateb, meilleur acteur dans un second rôle lors de la des César.

- Festival international du film francophone de Namur 2013 : Bayard d'or du meilleur acteur pour Gare du Nord
- Festival de Tübingen 2014 : Prix d'interprétation masculine pour Qui vive
- César 2015 : Meilleur acteur dans un second rôle pour Hippocrate
- Prix Patrick-Dewaere 2015
- Coup de cœur Jeune Public printemps 2016 de l'académie Charles-Cros, avec Cédryck Santens (compositeur) et Merlot (auteur du texte)[23],[24]
- Festival du film de Cabourg 2017 : Swann d'or du meilleur acteur pour Django
- Coup de cœur Musiques du Monde 2019 de l'académie Charles-Cros pour Cocorico, balade d’un griot, décerné le mercredi 20 mars 2019 à Portes-lès-Valence, dans le cadre du festival « Aah ! Les Déferlantes ! »[25]

### Nominations
- Globes de Cristal 2015 : Meilleur acteur pour Hippocrate
- César 2018 : César du meilleur acteur pour Django
- César 2020 : César du meilleur acteur pour Hors normes